# Maciej Silski
Maciej Silski (ur. 10 stycznia 1976 w Kwidzynie) – polski wokalista, zwycięzca konkursu Idol w roku 2005 oraz laureat 3. nagrody koncertu Premier podczas 44. Krajowego Festiwalu Polskiej Piosenki w Opolu.

## Życiorys
Należał do wielu zespołów muzycznych, wykonujących różnorodne gatunki muzyki. Pierwszy zespół Fluid Film założył w liceum. Zespół wykonywał muzykę grunge i odniósł następujące sukcesy: pierwsza nagroda na festiwalu Rock Block 1995 oraz wygranie festiwalu Prince Rocks of Poland Wegorzewo (1997). Udzielał się też w zespole Drive, z którym grał na festiwalu Marlboro Rock – In 1995 – wygrali eliminacje lokalne, ogólnopolskie półfinały i zajęli II miejsce w wielkim finale. Muzyka zespołu Drive opierała się na mocnych, ciężkich gitarowych brzmieniach. Później należał do zespołu Waterstone, który początkowo wykonywał covery bluesowe, ale później zmienił repertuar na muzykę koncertową i klubową. Należy też do utworzonego w 2000 zespołu Teges Nara, wykonującego muzykę w zróżnicowanym stylu.
Jako zwycięzca Idola 2005 podpisał kontrakt fonograficzny z Sony BMG Music Entertainment Poland.
Macieja doceniła TVP zapraszając go do udziału w licznych programach muzycznych, koncertach i festiwalach. W roku 2005 Silski wystąpił w Szansie na Sukces, Festiwalu Jedynki w Sopocie, Dniu Kotana i programie Święta, Święta. Nagrał też teledysk do polskiej wersji piosenki „Do they know it’s Christmas” (Daj im znak) Boba Geldofa i Midge’a Ure wspólnie z Grzegorzem Markowskim (Perfect), Piotrem i Wojtkiem Cugowskimi (Bracia).
W roku 2006 brał udział w polskich eliminacjach Konkursu Piosenki Eurowizji z utworem „Za karę”, występował na Dniu Otwartym TVP, pojawił się ponownie na Festiwalu Jedynki w Sopocie jako gość grupy Perfect w jej Jubileuszu 25-lecia (obok innych polskich wykonawców rockowych), w Dniu Kotana (TVP 3), Ariach ze Śmiechem TVP2, projekcie Święta, święta 4 i Sylwestrze z Jedynką (TVP1).
Wspólnie z innymi młodymi muzykami nagrał piosenkę „Nadzieja to my”, która wspierała ogólnopolską akcję „Hospicjum to też życie”.
11 czerwca 2007 roku ukazała się jego debiutancka płyta – Alodium, zawierająca 12 utworów, w większości jego autorstwa.
W 2008 roku gościnnie zaśpiewał z Bogusławem Mecem na jego płycie pt. „Duety” oraz wziął udział w nagraniu płyty „W Hołdzie Tadeuszowi Nalepie” (projekcie współtworzonym m.in. z Borysewiczem, Raduli, Kozakiewiczem, Kukizem, Nowakiem, Cichońskim)
Poza muzyką imał się różnych zajęć (był m.in. introligatorem, realizatorem dźwięku, sztauerem, trymerem, kinezyterapeutą). Nie ukończył studiów filozoficznych i pedagogicznych, gdyż zdecydował się skupić na muzyce.
Jest pierwowzorem postaci Maćka Milskiego z powieści autorstwa Moniki Szwai pt. „Jestem nudziarą”. Silski w latach osiemdziesiątych uczęszczał do szkoły podstawowej nr 12 im. Gałczyńskiego w Szczecinie i był tam uczniem pisarki. Autorka tak wspomina wspólną pracę w szkolnym teatrzyku: „A mój kochany Maciuś miał tak niesamowitą vis comica, że kiedy podczas przedstawień wychodził na scenę, sala milkła jak zaczarowana. Niewielu aktorów potrafi zamknąć paszcze trzystu uczniom szkoły podstawowej!”

## Występy w konkursie Idol 2005
Maciej Silski wygrał Idola 2005 zyskując powyżej 50% głosów publiczności.
| Etap                         | Wykonywane piosenki                                                                    |
| Eliminacje                   | Rosemary (Lenny Kravitz)                                                               |
| Etap klubowy                 | Hunger Strike (Temple of the Dog)                                                      |
| "Tylko wielkie przeboje"     | Purple rain (Prince)                                                                   |
| "Lata 70. – Wspomnienie PRL" | Sen o Warszawie (Czesław Niemen)                                                       |
| "Królowie gatunku"           | Superstition (Stevie Wonder)                                                           |
| "Nowe brzmienia"             | Rock Your Body (Justin Timberlake)                                                     |
| "Idol w wielkim stylu"       | Ostatnia niedziela (Mieczysław Fogg)                                                   |
| "Lato Latino"                | La Bamba, Corazon Espinado (Carlos Santana)                                            |
| "Idole kontra Jurorzy"       | Autobusy i tramwaje (T.Love), Break On Through (To The Other Side) (The Doors)         |
| Wielki Finał                 | American Woman (Lenny Kravitz), If You Don’t Know Me by Now (Simply Red), All For Love |

## Dyskografia

### Albumy
| Rok  | Tytuł                                    |
| ---- | ---------------------------------------- |
| 2007 | Alodium                                  |
| 2008 | W hołdzie Tadeuszowi Nalepie (gościnnie) |
| 2008 | Mec Duety (gościnnie)                    |

### Single
| Rok                            | Tytuł            | Pozycja na liście | Pozycja na liście | Pozycja na liście | Pozycja na liście |
| Rok                            | Tytuł            | LP3               | SLiP              | RDN               | WiR               |
| ------------------------------ | ---------------- | ----------------- | ----------------- | ----------------- | ----------------- |
| 2006                           | Za karę          | –                 | –                 | 16                | 9                 |
| 2007                           | Póki jesteś      | 36                | 5                 | –                 | 5                 |
| 2007                           | Gdy umiera dzień | –                 | 1                 | –                 | 1                 |
| 2007                           | Tęcza            | –                 | –                 | 2                 | –                 |
| „–” pozycja nie była notowana. |                  |                   |                   |                   |                   |